# Abbaye de Basse-Fontaine
L'abbaye de Basse-Fontaine est une ancienne abbaye de l'ordre des prémontrés située dans la commune de Brienne-la-Vieille, sur la rive droite de l'Aube, dans le diocèse de Troyes en Champagne. Elle est à environ deux kilomètres au sud-ouest de Brienne-le-Château et à quarante kilomètres à l'est de Troyes.

## Localisation
L'abbaye est située sur la commune de Brienne-la-Vieille, dans le département français de l'Aube, dans les bois de Brienne et relativement proche du château de Brienne.

## Historique
Fille de l'abbaye de Beaulieu, elle est peut-être fondée le 22 janvier 1143 par un chirographe du comte Gauthier II de Brienne car l'obituaire de Prémontré ne précise pas plus que 600 ans d'ancienneté et l'anniversaire au 31 mars.
Elle a été créée à la demande de Gautier II, comte de Brienne, qui admirait beaucoup la piété de ces moines et qui aimait chasser dans ces bois proches de son château. Il les invita donc à prendre quelques cantons en pleine forêt, vers une belle fontaine qui inspira son nom à l'abbaye, afin de les avoir près de lui, car il les trouvait trop loin à Beaulieu. Il y fit bâtir dans leur église une chapelle sous l’invocation de sainte Catherine, où il allait faire ses dévotions et entendre la messe avant d’aller à la chasse.
Elle avait, dès 1166, une communauté féminine de Norbertines qui se trouvait près de Brienne. Les donations de la famille de Brienne se succédèrent la grange Nuisement à Aujon, en 1161, la grange de Brienne-la-Vieille en 1210, deux cents arpents de bois à Wèvre en 1231...Mais aussi l'évêque de Langres qui donnait en 1146 la dîme de Vitry-le-Croisé, Jacques seigneur de Chacenay donnait une dîme à Bligny et son épouse une grange à Vitry-le-Croisé.
Pierre d'Arcis, évêque de Troyes, reconnaissait en la relique de l'abbaye, le doigt de saint Jean-Baptiste, qui lors de la destruction de l'abbaye fut translaté en l'église de Brienne-la-Vieille. Quelques personnalités demandèrent aussi à reposer en l'abbaye comme : Jehan de Brienne mort en 1293. À la suite de l'édit de 1768 du roi sur la réforme des maisons religieuses, le chapitre national de l'Ordre des Prémontrés du 16 septembre 1770 en décidait la suppression. Elle fut réunie, avec ses trois religieux à celle de Beaulieu avec l'accord de son dernier abbé Louis-Marie-Athanase de Loménie de Brienne le 19 février 1773.
L'édifice devint alors une métairie qui est inscrite au titre des monuments historiques en 1926.

## Architecture et description
| - Jardin et colonnade. - Image colorisée. |

### Personnalités
Fut inhumé au milieu du chœur : Chevalier de Brienne, garde foire de Champagne qui fit don de ce qu'il avait en la grange de Brienne-la-Vieille en 1280. Son épitaphe : 
"L'an mil deux cens soixante et XX
Et treize en janvier advint
le dimanche après Thiépahigne
que messire Jean de Brienne
chevalier et bailli jadiz
Trepassa et ont ici miz
garde des foires en sa vie
estoit de Champagne et de Bire
prions pour s'ame a Jehesus Crist
mercy ly face et nos n'oblist. Amen."

## Filiation et dépendances
Basse Fontaine est fille de l'abbaye de Beaulieu